# David Agnew (Fußballspieler, 1939)
David Young Agnew (* 4. August 1939 in Kilwinning) ist ein ehemaliger schottischer Fußballspieler und -trainer.

## Karriere
Agnew soll in seiner Jugendzeit für einen Klub namens Saxone FC gespielt haben, bevor er zu Leicester City kam, wo er 1958 zum Profi aufstieg. Dort kam der linke Verteidiger in den folgenden Jahren nicht über Einsätze im Reserveteam hinaus und schloss sich zur Saison 1961/62 dem Zweitligisten Scunthorpe United an. Als Ersatz hinter dem Stamm-Linksverteidiger Jack Brownsword kam Agnew lediglich zum Saisonauftakt gegen Brighton & Hove Albion (Endstand 3:3) zum Einsatz. Zur folgenden Spielzeit schloss er sich dem Drittligisten Notts County an. Dort kam er in seiner ersten Saison an den ersten vier Spieltagen zum Einsatz, nach nur einem Sieg aus den vier Partien erhielt aber Tony Bircumshaw den Vorzug und Agnew blieb im restlichen Saisonverlauf unberücksichtigt. In der Spielzeit 1963/64 kam er unter Spielertrainer Eddie Lowe zwar in mehr als der Hälfte der Ligaspiele zum Einsatz – zumeist bildete er hierbei mit Bircumshaw das Verteidigerpaar – die Mannschaft beendete die Saison aber als abgeschlagener Tabellenletzter und stieg in die Fourth Division ab. 1965 durfte er den Klub ablösefrei verlassen, letztlich blieb er aber dem Verein zwei weitere Jahre treu, war zukünftig aber gleichzeitig für den Klub bei Bedarf als Schreiner tätig. Nachdem er in der Saison 1966/67 nur noch zu Saisonbeginn zu zwei Einsätzen gekommen war, verließ er den Klub im Sommer 1967 nach insgesamt 91 Pflichtspieleinsätzen in fünf Jahren. 
Im Mai 1967 zeigte der Southern-League-Klub Nuneaton Borough Interesse an einer Verpflichtung und Agnew spielte im Rahmen eines Benefizspiels vor, schloss sich aber letztlich dem in der Midland League spielenden Klub Ilkeston Town an, bei dem er das Amt des Spielertrainers übernahm. Bei Ilkeston Town trug er vier Jahre lang die Kapitänsbinde und führte den Verein in seiner ersten Saison zur Ligameisterschaft. Nach einer im Januar 1971 erlittenen Knöchelverletzung beendete er am Saisonende nach 154 torlosen Pflichtspielen seine Fußballerlaufbahn, blieb allerdings als Trainer weiterhin tätig, als der Klub zur Saison 1971/72 in die Southern League aufgenommen wurde. Nach einigen negativen Resultaten verließ der bei den Fans wegen seiner eher defensivorientierten Spielweise unbeliebte Trainer Ende November 1971 Ilkeston und übernahm in der Folge das Traineramt bei Long Eaton Grange.